# Амвросий (Хорозидис)
Епископ Амвро́сий Хорози́дис (греч. Επίσκοπος Αμβρόσιος Χοροζίδης; род. 7 октября 1982, Салоники) — архиерей Константинопольской православной церкви, епископ Евдокиадский (с 2019), викарий Писидийской митрополии.

## Биография
В 2004 году окончил богословский факультет Аристотелевского университета, продолжил обучение в Бостоне, а позднее в Санкт-Петербургской духовной академии.
9 июня 2008 года пострижен в монашество. 10 июня 2008 года рукоположён в сан иеродиакона.
Находился в клире Сисанийской и Сьятистской митрополии Элладской православной церкви (формально также Константинопольской православной церкви). Состоял в братии монастыря святой Параскевы, находящегося в бывшей деревне Фламурья (Домависти). В качестве иеродиакона служил в кафедральном соборе святого Димитрия в городе Сьятиста.
Перейдя в непосредственное подчинение патриарха Константинопольского Варфоломея, служил в Константинопольской патриархии в качестве великого синкелла.
10 июля 2019 года Священным синодом Константинопольской православной церкви был избран для рукоположения в сан епископа Евдокиадского, викария Писидийской митрополии.
21 июля 2019 года в церкви преподобного Алипия Столпника в Анталье патриарх Константинопольский Варфоломей, митрополит Писидийский Сотирий (Трамбас), митрополит Галлиопольский Стефан (Динидис), митрополит Кидонийский Афинагор (Хрисанис) и митрополит Силиврийский Максим (Вгенопулос) совершили его архиерейскую хиротонию. Его деятельность как викария Писидийской митрополии призвана быть сосредоточена на окормлении славяноязычных православных верующих, проживающих в регионе Анталья.